# Browar Niechanowo
Browar Niechanowo – browar w Niechanowie.

## Historia
Browar został założony w 1974 roku w budynku po dawnej gorzelni w Niechanowie. W latach 1974–1992 wchodził w skład kombinatu rolnego PGR Żydowo. Jego wieloletnim dyrektorem był Aleksander Stamm, innowator i autor wielu patentów z dziedziny piwowarstwa. Z jego inicjatywy przy zakładzie powstała słodownia.
W okresie Polskiej Rzeczypospolitej Ludowej w Niechanowie produkowano takie marki piwa jak: Gnieźnieńskie, Gnieźnieński Kryształ, Gnieźnieński Tur, Pelikan i Rubin.
Po likwidacji Kombinatu PGR Żydowo w 1992 roku browar przekazano pod zarząd Agencji Własności Rolnej Skarbu Państwa Oddział Terenowy w Poznaniu. W styczniu 1994 roku po restrukturyzacji Państwowych Gospodarstw Rolnych zakład piwowarski w Niechanowie stał się częścią Czerniejewskiego Przedsiębiorstwa Rolno-Usługowego Sp. z o.o. W tym czasie produkował 15 000 hl piwa rocznie.
Browar został zamknięty w 1997 roku. Produkcja marki Gnieźnieńskie była przez pewien czas kontynuowana w Browarze Fortuna.
Na początku XXI wieku budynki dawnego browaru wraz z wyposażeniem zostały wystawione przez Skarb Państwa na sprzedaż. W 2006 roku zostały sprzedane. W 2009 roku zakład przeszedł na własność spółki Browar Niechanowo Sp. z o.o.. Po rewitalizacji parku maszynowego browar został ponownie uruchomiony na krótko w 2011 roku. Planowana była produkcja dwóch marek piwa: Gnieźnieńskiego i Pelikan Porter. Do finalizacji inwestycji jednak nie doszło.
W 2014 roku browar został wystawiony na licytacji komorniczej. W 2016 roku ponownie został uruchomiony przez Wielkopolskie Browary Regionalne Sp. z o.o..
W 2020 roku zakład piwowarski w Niechanowie został przejęty przez spółkę Doctor Brew Sp. z o.o. Do 2023 roku ma zakończyć się proces konsolidacji browaru Niechanowie i Grupy MPWiW. Docelowo w Niechanowie będzie znajdowała się destylarnia Grupy Manufaktura Piwa Wódki i Wina S.A. produkująca alkohole wysokoprocentowe (m.in. Okovita BUH).